# Испанская революция (1854)
Испанская революция 1854 года или Викальварада (исп. Vicalvarada) — военный переворот, поддержанный народным восстанием. Революция была направлена против правительства, пытавшегося изменить конституцию страны с целью расширения прав монарха и превращения парламента (кортесы) лишь в совещательный орган, и длилась с 28 июня по 28 июля 1854 года.
Испанская революция 1854 года положила конец «умеренному десятилетию» (исп. década moderada; 1844–1854) и положила начало «прогрессивному двухлетию» (исп. bienio progresista; 1854–1856).

## Причины
По конституции 1845 года монарху отводилась важная роль, в частности, он имел право законодательной инициативы наравне с кортесами и мог накладывать вето, блокирую решения парламента. Кроме того, королева могла назначать и увольнять министров, а также приостанавливать работу парламента и распускать его. И хотя королева Изабелла II напрямую в политику вмешивалась лишь эпизодически, но сама система отличалась большой неустойчивостью. Так, с ноября 1843 по сентябрь 1868 года сменились 33 кабинета.
В 1851 году Изабелла достигла компромисса со Святым Престолом, оформив его конкордатом.
Примирение с церковью имело широкую поддержку испанцев. Пребывая в эйфории от успехов Изабелла и её окружение предложили в 1852 году проект новой конституции, расширявший права монарха и превращавший кортесы лишь в совещательный орган. Но внесённый тогдашним премьер-министром Хуаном Браво Мурильо проект вызвал сопротивление со стороны умеренных. Ни правительство Мурильо, ни сменившие его кабинеты Ронкали и Сарториуса не смогли достичь этой цели. В ответ на действия королевы парламент ответил постановлением, что ни одна железнодорожная концессия не будет действительна без одобрения депутатов.
Первый шаг к революции был сделан 20 февраля 1854 года, когда последователи Демократической партии при поддержке таких политиков, как Эдуардо Руис Понс, попытались поднять восстание в Сарагосе, но потерпели неудачу.
Напряжение между королевским двором и парламентом нарастало всю первую половину 1854 года. Умеренные во главе с генералом Рамоном Марией Нарваэсом и умеренные-«пуритане» во главе с Хоакином Франсиско Пачеко и Риосом Росасом, недовольные злоупотреблением короной парламентскими полномочиями в конце «умеренного десятилетия», объединились с прогрессистами во главе с генералом Бальдомеро Эспартеро и Салустиано де Олосага. Вместе они сформировали избирательную комиссию, чтобы сообща выставить кандидатов с целью сохранения демократического режима, находящегося под угрозой. «Пуритане» начали переговоры с военными, такими как генерал Леопольдо О’Доннелл, и прогрессистами, такими как генералы Доминго Дульче-и-Гарай и Рос де Олано, чтобы организовать восстание с целью заставить королеву Изабеллу II заменить правительство во главе с графом Сан-Луисом, который не имея поддержки со стороны двора опирался исключительно на королеву, и добиться нового «либерального примирения», которое вернёт «дух» конституции 1845 года.

## Ход революции
28 июня 1854 года генерал О’Доннелл начал восстание. Несколько дней спустя произошла стычка с королевскими войсками в деревне Викальваро недалеко от Мадрида, от которой революция получила своё название «Ла Викальварада». Явных победителей не было, хотя обе стороны заявляли о своей победе. В результате силы О’Доннелла были вынуждены отступить в Ла-Манчу, а оттуда в Португалию, где стали ждать прибытия других вооружённых сил, присоединившихся к движению. Преследуя отступающие силы О’Доннелла, правительственные войска покинули Мадрид, оставив столицу без охраны — выбор, который впоследствии стал решающим фактором в исходе революции.
Генералы, возглавлявшие движение, пытались заручиться поддержкой населения. В Мансанаресе генерал О’Доннелл встретился с генералом Франсиско Серрано, который убедил его в необходимости выдвинуть требования политических изменений, которые «изначально не входили в намерения движения». Так родился Мансанаресский манифест, написанный молодым Антонио Кановасом дель Кастильо. Опубликованный 7 июля, он обещал «либеральный ренессанс» с сохранением монархии, но ограничением власти монархического окружения, а также снижение налогов и восстановление национальной милиции (два давних стремления прогрессистов и демократов), новые законы о печати и выборах, а также децентрализация административной власти. По словам историка Хорхе Вильчеса, в результате заговорщики намеревались «собрать оппозицию против правительства графа Сан-Луиса и найти новые способы давления на королеву».
Вторую фазу революции продолжили в первую очередь прогрессисты и демократы, возглавившие восстание 14 июля в Барселоне, поддержанное рабочими. 17 июля в ходе ещё одного восстания в Мадриде были распространены копии Манифеста перед нападением на дворцы маркиза Саламанки (партнёр и доверенное лицо в бизнесе Марии Кристины де Бурбон, матери королевы Изабеллы II, самый богатый человек Испании того времени). Так же нападения были совершены на дома графа СанЛуиса и королевы-матери, которой пришлось укрыться со своими детьми в Восточном дворце. Наконец, повстанцы напали на тюрьму Сальдеро, чтобы освободить демократов Николаса Марию Риверо и Сиксто Камара. Подобные восстания наблюдались и в других городах, таких как Валенсия и Вальядолид. В последним протест был мирным под лозунгом «больше хлеба, меньше расходов», что также имело место в других леонских, каталонских и астурийских городах. Согласно некоторым источникам, восставшие хотели не только восстановление национальной милиции, но также отмена «умеренной» конституции 1845 года и амнистии для политических заключённых. Были также восстания в Сарагосе и Логроньо. Согласно тем же источникам, революцию финансировали многие предприниматели из разных отраслей экономики.
17 июля королева уволила графа Сан-Луиса, заменив его генералом Фернандо Фернандесом де Кордова, которого уже 18 июля сменил герцог Ривас, сформировавший правительство как из прогрессистов, так и из умеренных. Впрочем, новое правительство просуществовало всего два дня. К 18 июля Мадрид был заполнен баррикадами, из-за чего лидеры восставших О'Доннелл и Серрано не могли принять компромисс предложенный правительством. Герцог Ривас, ожидая возвращения войск, покинувших Мадрид, попытался подавить народное восстание — заслужив прозвище «министр шрапнели».
В конце концов королева, возможно, под влиянием своей матери, решила вызвать генерала Бальдомеро Эспартеро, который в то время находился в отставке в Логроньо, чтобы сформировать правительство. Она также попросила О'Доннелла вернуться ко двору. Эспартеро, дав согласие возглавить Совет министров, потребовал созвать Учредительный суд, в котором королева-мать Мария Кристина должна была ответить на обвинения в коррупции, а также чтобы Изабелла опубликовала манифест с признанием своих ошибок. Королева приняла все условия и 26 июля опубликовала соответствующий манифест.
28 июля Эспартеро торжественно въехал в Мадрид, где его приветствовали горожане, и обнял своего старого врага О'Доннелла. На следующий день Эспартеро был приведен к присяге в качестве премьер-министра, а в сформированном им кабинете О'Доннелл стал военным министром.

## Результаты
Королева-мать Мария Кристина де Бурбон отправилась в изгнание во Францию, сестра Патросиния, имевшая огромное влияние на королеву Изабеллу II и её мужа Франсиско де Асис де Бурбон, была сослана в монастырь. Так начался двухлетний прогрессивный период (исп. Bienio progresista). Были созваны учредительные кортесы, которые по новой конституции года получили такие же широкие права, как и в 1837 году. Был принят закон о продаже церковных земель.